# 로도탐니엘라과
로도탐니엘라과(Rhodothamniellaceae)는 진정홍조강 팔손이풀목에 속하는 홍조류과의 하나이다. 2속 3종으로 이루어져 있다.

## 하위 속
- 카몬타그네아속 (Camontagnea)
- 로도탐니엘라속 (Rhodothamniella)